# West Stockbridge
West Stockbridge – miasto w Stanach Zjednoczonych, w stanie Massachusetts, w hrabstwie Berkshire.